# Kedungupit
Kedungupit is een bestuurslaag in het regentschap Sragen van de provincie Midden-Java, Indonesië. Kedungupit telt 5106 inwoners (volkstelling 2010).